# Hàm ngoại giao
Hàm ngoại giao là hệ thống chức danh viên chức ngoại giao của cơ quan đối ngoại ở trong nước và cơ quan đại diện ngoại giao ở nước ngoài. Mỗi nước có hệ thống hàm ngoại giao riêng do ngành lập pháp của nước đó quy định.

## Ngoại giao châu Âu truyền thống

### Cấp bậc
Cho đến đầu thế kỷ 19, mỗi quốc gia châu Âu sử dụng hệ thống cấp bậc ngoại giao của riêng mình. Sự tương đương về chức vụ giữa các quan chức ngoại giao các nước khác nhau là cả một vấn đề vì các nước lớn có xu hướng đặt các chức vụ ngoại giao của mình cao hơn các nước nhỏ nhằm áp đặt thế thượng phong khi tiến hành các thỏa ước ngoại giao.
Để giải quyết vấn đề này, Hội nghị Viên năm 1815 chính thức pháp điển hóa hệ thống các hàm ngoại giao.
Bốn cấp bậc trong hệ thống này bao gồm:
1. Đại sứ đặc mệnh toàn quyền ("Đại sứ"). Người đứng đầu cơ quan đại diện ngoại giao cấp đại sứ quán, đại diện chính thức của nguyên thủ quốc gia, do nguyên thủ quốc gia đề cử và giới thiệu bằng thư ủy nhiệm. Ở một số hệ thống có Người đứng đầu đồng cấp (primus inter pares), chức danh sứ thần (đại diện của Tòa Thánh) và chức danh cao ủy (dành cho các nước thuộc Khối Thịnh vượng chung Anh) cũng tương đương cấp hàm đại sứ. Người này đại diện cho chính phủ hơn là cho nguyên thủ quốc gia. 
  - Đại sứ vô nhiệm sở. Đây là những chuyên viên ngoại giao hàm cao nhất, hoặc các công sứ được quyền thay mặt quốc gia. Đa số các đại sứ chỉ đại diện ngoại giao cho một quốc gia duy nhất. Ngược lại, đại sứ vô nhiệm sở hoạt động trên cơ sở nhiều quốc gia, thường là các nước lân cận nhau, hoặc một vùng lãnh thổ hoặc đôi khi một tổ chức liên chính phủ, như Liên Hợp Quốc hoặc Liên minh châu Âu.
2. Công sứ đặc mệnh toàn quyền. Người đứng đầu cơ quan đại diện ngoại giao cấp công sứ quán. Công sứ được bổ nhiệm làm việc bên cạnh nguyên thủ quốc gia của nước sở tại. Công sứ là một hàm ngoại giao sau đại sứ trong cơ quan đại diện ngoại giao ở nước ngoài.
3. Công sứ thường trú là hàm ngoại giao ngày nay ít dùng, chỉ cao hơn đại biện.
4. Tham tán hoặc Đại biện. Người đứng đầu cơ quan đại diện ngoại giao cấp ba. Về hàm và cấp ngoại giao, đại biện thấp hơn đại sứ và công sứ; đại biện được bổ nhiệm bên cạnh bộ trưởng ngoại giao. Một đại biện lâm thời được chỉ định thi hành nhiệm vụ của người đứng đầu cơ quan đại diện ngoại giao (đại sứ, công sứ, đại biện) trong thời gian người ấy tạm vắng mặt. Người được chỉ định làm đại biện lâm thời là nhà ngoại giao có hàm cao nhất trong số các nhà ngoại giao còn lại của cơ quan đại diện ngoại giao.

## Ngoại giao hiện đại

### Ngoại giao hai chiều
Theo quan hệ ngoại giao hiện đại, dưới đại sứ có một số hàm ngoại giao trong một cơ quan đại diện ngoại giao.
- Đại sứ (Cao ủy trong hệ thống ngoại giao Khối Thịnh vượng chung, Sứ thần thuộc Thành Vatican); Đại sứ vô nhiệm sở
- Công sứ
- Tham tán-Công sứ
- Tham tán
- Bí thư thứ nhất
- Bí thư thứ hai
- Bí thư thứ ba
- Tùy viên (attaché)
- Phó tùy viên